# 魏忠贤
魏忠贤（1568年2月27日—1627年12月11日），北直隶河間府肃宁县（今河北省滄州市肅寧縣）人，原名魏四，進宮後改名李进忠，移宮案後，改回魏姓，天啟帝賜名忠賢，字完吾。中国明朝末期宦官（内珰），人稱魏璫、逆璫、逆賢。他在天启年間拉攏齊楚浙黨官吏加入組成閹黨，與東林黨人爆發激烈的東林黨爭。崇禎帝即位後遭整肅、流放，期間畏罪自殺，崇禎帝將其屍體凌遲。後世中外史家普遍對魏忠賢給予極其惡劣的評價。

## 生平

### 青宮舊勞
魏忠賢出生於隆慶二年正月三十日（1568年2月27日），是个左撇子，年少時家境貧窮，混跡於街頭，不識字，但精通射箭，懂得騎馬，喜歡賭博，迷戀飲酒、嫖妓，好與人嬉笑。人們稱他為「傻子」。他事實上有自己的決斷，但是喜歡猜忌，更喜歡別人對他阿諛奉承。後為賭債所逼，只好棄妻賣女，且見太監在遊樂場所出手闊綽，決意入宮做宦官，相傳魏忠賢是在賭場被人追債毆打時，才取刀自宮，野史相傳刀子只割到衣服，因此仍然是個健全的男人，因與後宮佳麗熟識結好，得以通融。
入宮後改名李进忠。在宫中结交太子宫太监王安，得其所助。后又结识皇长孙朱由校乳母客氏，与之对食。对皇长孙，则极尽谄媚事，引诱其宴游，甚得其欢心。泰昌元年（1620年），朱由校即位，是为明熹宗，赐名忠贤，并令其掌管惜薪司、內府供用庫、尚膳監印，督寶和等店。天啟三年十二月，魏忠賢正式總督東廠。

### 黨爭奪權
天啟初年，東林黨人在成功排斥方從哲後漸有獨掌朝政之勢，時人謂“眾正盈朝”，然而他們好同惡異，又好以鄉里分同黨，故而為齊楚浙黨及小人所深惡。魏忠賢與熹宗是皇孫時代即結識的舊識，魏忠賢乘機結交朱由校乳母客氏，兩人遂狼狽為奸，魏忠賢也得以借故把與東林相善的太監王安縊殺。魏忠賢後來也曾經嘗試巴結東林黨人，但被拒絕并因其惡行而受到大臣彈劾，於是也痛恨東林黨人起來。天啟四年（1624年），熹宗逐漸放任魏忠賢勢力做大，東林內「擊內派」的楊漣、左光斗等也壓過「調和派」的意見向魏忠賢發起政治總攻，惟其攻勢在客氏和掌印太監王體乾的協助下被化解，而魏忠賢遂集合齊、楚、浙黨及不被東林接納的士大夫形成閹黨以圖向東林反攻倒算。
重建紫禁城三大殿之余，朱由校喜歡钻研木工，亦沉迷於刀鋸斧鑿，魏忠賢總是趁他木工做得全神貫注時，拿重要的奏章去請他批閱，熹宗隨口說：「朕已悉矣！汝輩好為之。」魏忠賢遂逐漸專權。加之熹宗為人善忘，魏忠賢因而得以利用中旨，竊奪威福，傾害正人。魏忠賢又控制廠衛，勾結魏廣微等朝中大臣以「蔑主冲幼，结党擅权」挑撥煽動熹宗對東林的不滿，使閹黨得以逼走葉向高、韓爌、朱國禎等內閣大臣和趙南星、高攀龍等東林領袖，并成功誣蔑殺害包括東林六君子、東林七君子等正直的士大夫；東林書院被全部拆毀，講學亦告中止，其時東林「纍纍相接，駢首就誅」、「善類為一空」。相反，崔呈秀、魏廣微、倪文煥、田爾耕、許顯純等獻媚之人則逐漸得到魏忠賢的提拔重用，魏良卿等魏忠賢親侄更被濫封至公侯之位，致使朝政敗壞，東廠橫行。在外督師的孫承宗聽聞魏忠賢亂政後，曾一度計劃入京親自向天啟帝進諫，但最終被魏忠賢進䜛挫敗，孫承宗後續便因柳河之敗而被大造文章彈劾去職。

### 紊亂朝政
魏忠贤与皇帝乳母客氏结成政治同盟，从而极受皇帝宠信，人稱「九千岁」（意謂在號稱千歲的親王之上，近於號稱萬歲的皇帝），有些人乾脆叫他“九千九百歲”“舉朝阿諛順指者但拜為乾父，行五拜三叩頭禮，口呼九千九百歲爺爺。”自己也在民间养了不少義子，如五虎、五彪、十狗、十孩儿、四十孙等。自內閣、六部至四方總督、巡撫，遍置死黨。在其全盛时期，各地官吏阿谀奉承，不惜拆毁了民舍田墓數萬所來蓋「廠臣生祠」，薊遼總督閻鳴泰建生祠於薊州、密雲、昌平、通州、涿州、河間、保定，宣大總督張樸建生祠於宣府、大同，一些無恥的官員甚至向魏忠賢木像行五拜三叩頭。天啟五年（1625年），明熹宗賜魏忠賢“顧命元臣”印，其時朝臣如魏廣微、顧秉謙、劉志選、曹欽程、王紹徽、霍維華、閻鳴泰、賈繼春、田爾耕、許顯純等大臣，均將政權拱手相讓於忠賢，甘心淪為幫兇，道德與氣節淪喪，時人譏為“門生宰相”、“魏家閣老”。天启六年十月，袁崇焕疏颂魏忠贤；天启七年四月七日，袁崇焕请立生祠。魏忠賢六十大壽，“天下督撫、總鎮競投密獻、異寶、諛詞。廷臣自三公、九卿……稱觴者，衣紫拖金，填街塞戶。金卮玉斝，鐫姓雕名，錦屏繡障，稱功頌德”，第一位提出建生祠的是浙江巡撫潘汝禎。
自從魏忠賢獨掌大權以後，九邊拖欠軍餉的情況嚴重惡化。在魏忠賢掌權以前，九邊拖欠軍餉的情況從天啓元年拖欠119萬兩改善至天啓四年只拖欠1萬6千兩，但魏忠賢主政後，天啓五年拖欠九邊27萬4千兩，六年拖欠237萬2千兩，七年拖欠200萬9千兩，短短三年便累積拖欠九邊軍餉逾465萬兩。在這情況下，各地督撫叫苦連天，如陝西巡撫胡廷宴就指出當時「各軍始猶典衣賣箭，今則鬻子出妻；始猶沿街乞食，今則離伍潛逃，始猶沙中偶語，今則公然噪喊矣」。山西巡撫曹爾楨也抱怨「三關 (即固關、龍泉關、倒馬關)兵士十月無糧...」。遼東巡撫袁崇煥上書告急，指寧遠「米糧久缺，軍士告飢」。延綏巡撫朱童蒙也上書言延綏軍餉拖欠已達三十餘萬，該鎮「軍士缺餉，嗷嗷告飢」。而根據寧夏巡撫史永安上書，寧夏也出現「缺餉缺馬」的情況，寧夏各衛營屯堡可以堪戰的馬匹竟只有78匹。順天巡撫劉詔也反映說班軍和薊鎮(永平、昌平、密雲)均出現缺餉無糧的境地。甚至連魏忠賢派出到各地監軍的太監，也屢屢指出邊鎮缺糧的困境，如鎮守宣大太監葛九思就提出「宣鎮缺糧數月」，鎮守遼東太監紀用也指出遼鎮「亟缺糧料」。熹宗皇帝在批覆各地督撫時，也承認當時邊镇廣泛出現「飢軍待哺，邊儲仰屋」、「军士枵腹待哺，情实急迫」、「薊永二鎮缺餉多時，山海二倉查無顆粒」等情况，以上可見魏忠賢專政所造成邊餉短缺的惡劣情況，這也為後來寧遠兵變等埋下禍根。而在魏忠賢專擅下，甚至在天啓七年把接連取得寧遠之戰、寧錦之戰勝利的袁崇煥排斥而去。
與此同時，魏忠賢掌政時期儘管天災頻繁，但阉党臣僚卻鮮少在奏疏提及災情和賑濟工作。如無錫連續數年大災，官府卻無所作為，以致於「或夫婦臨田大哭，攜手溺河；或哭罷歸，閉門自縊；或聞鄰家自盡，相與效尤」。在這情況下，魏忠賢仍然在地方横征暴敛，致使「人不堪役，则先卖其牛、弃其地，久之而其人亦逃矣...此被坐之家，在富者犹捐橐以偿，至贫者则尽弃户而去」。魏忠賢的黨羽喬應甲巡撫陝西，任內「貪聲大著」、「穢跡多端」、「言清行濁」、「聞者欲嘔」，有被搶劫的百姓請求捉捕賊人，喬應甲竟然反向失主索取千金，致使盜賊充斥橫行。南京守陵太監楊國瑞是魏忠賢的乾兒子，他每次辦工轉移文書時，都會囂張地向南京戶部索取年例錢糧等公費作為報酬。以上亂政導致天啟年間流民劇增，民變烽起。
此外，魏忠賢為了完成三大殿的工程，不但強行攤派大小文武百官、地方官吏、宗藩等捐俸捐助近83萬兩，更下令摉括地方榷關、各府州縣庫貯官銀，如各官柴直銀，鎮江府海防銀、三府備倭銀、徐州庫軍便銀、揚州府操餉銀、南贛賞功銀、蘇州鳳陽二府馬價銀、鹽運司募兵銀、貯庫銀、挖河銀、福建藩司西庫備用銀、兩淮運司錢糧等，地方經費因而被搜括一空。魏忠賢甚至把漕糧及倉屯糧也賣了助工，導致地方空虛，也間接導致三吳長江盜賊、鴟張海盜得以縱橫嘯聚。三大殿工程直至天啟七年八月完工，朝廷一共花費了688萬7千餘兩，但仍拖欠著商人工匠民伕120萬兩工錢，而魏忠賢黨羽的工部尚書徐大化貪恣無忌，克扣工錢，私受銅商厚賄，挪借惜薪司錢糧二十萬兩。除此以外，在魏忠賢掌權時期的錦衣衛與內廷出現了廣泛的冗員冒濫，閹黨權貴的弟姪親属們大量掛職領俸，錦衣衛官旗等從萬曆四十八年僅17760員暴增至36360員，文思院匠官由原來只有752人暴增至5288員，鴻臚寺帶俸序班也由173員增加到527員，還有各監局和光祿寺冒濫的人員等，幾項加起來每年就要額外開支銀2萬8千8百兩、俸米37萬石。而根據史書記載，魏忠賢執政期間也大量盜竊京師、南京的奇珍異寶和內帑金銀等，導致後來出現「內外匱竭」的情況。
天啟末年時，太倉老库匱乏得只剩下11萬4千兩，户部尚书郭允厚上書直言「積貯之府所餘僅爾，匱乏之象深足惊心」。此外，郭允厚也坦言「太倉之歲入僅三百三十萬，而歲出該五百餘萬，臣思之而無策也。省直之歲徵僅三百三十萬，而九邊之歲支已該三百二十萬，臣思之而無策也...用財者日盛，生財者無門，而臣之伎倆窮矣...」。吏部尚書王紹徽也言「今物力既拙，加派滋起，以致百姓流亡，盜賊充斥。」。時人總結天啟末年處於「兵窮、餉窮、民窮、財窮」的困境。
儘管財政匱乏，魏忠賢為了收賣人心、市恩商人，還是把潼关、咸阳、大庆、庆阳、凤翔、汉中、临洮、西安、三原的商税一切罷免，致使國家損失大量稅收。除了陝西以外，浙直也有商人翁元等因為魏忠賢減免他們的商稅，而為魏忠賢歌功頌德，捐資建坊。此外，兩廣總督何士晉雖是東林黨人，但以徵收商稅來抵補遼餉的加派，史稱「共得三十万金抵解辽饷，而民间竟不知有加派之苦」，但其後來卻被阉党誣衊是「徵賄助餉」、「那移赋额」，最終被罷官免職，熹宗還在批示中表示「商人困苦情毙昭然甚悉，着即与改归田亩，照地徵输以抵辽饷」。

### 身敗名裂
天啟七年（1627年），熹宗病危，他召見信王朱由檢說“吾弟當為堯舜”，又說“忠賢宜委用”，隨後又詔逾廷臣“魏忠贤等皆恪谨忠贞、可计大事”，內閣大臣黃立極則回答說：“陛下任贤勿贰，诸臣敢不仰体？”。朱由檢向來厭惡阉党专权，一直不為魏忠賢所容，魏忠賢曾在熹宗病逝前打算垂簾攝政，但在施鳳來的反對下罷休；後來，魏忠賢又一度打算借助提督忠勇營的太監塗文輔發動政變，但被崔呈秀以「恐外有義兵」勸止。同年八月，熹宗驾崩，遺命由弟朱由檢繼位，年號崇禎。閹黨和朝野官員大多知魏忠賢敗像已現，都纷纷開始試探崇禎帝的態度，魏忠賢也惶惶自懼而請辭任職務，崇禎帝雖心厭忠賢而不動聲色，反而選擇繼續韜光養晦，對其請辭溫旨不允。後來陸續有大臣楊維垣彈劾閹黨骨幹成員崔呈秀，崇禎帝得以借機逐步削弱魏忠賢的權力。
天啟七年（1627年）十一月，崇祯帝在铲除魏忠贤的羽翼崔呈秀之后，嘉兴贡生錢嘉徵弹劾魏忠贤十大罪状：一並帝；二蔑后；三弄兵；四無二祖列宗；五剋削藩封；六無聖；七濫爵；八掩邊功；九傷民財；十通關節。崇禎召魏忠賢至殿上，命宦官當眾宣讀錢嘉徵奏疏，忠賢面如土色以重金拜託皇帝身邊的老宦官徐應元求情。徐勸他辭職，於是忠贤請辭獲准。，崇祯帝隨後便把魏忠贤贬至凤阳，期間魏忠賢豢养一批亡命之徒，崇禎聞後大怒，命锦衣卫前去逮捕，押回京師审判。黨羽李永贞得知消息，连忙派人密报魏忠贤。魏忠賢自知难逃一死，在阜城南关尤氏旅店与同伙李朝钦痛饮至四更，最後懸樑自盡。据记载，当晚有书生夜宿魏忠贤所住旅馆，作歌讥讽魏忠贤，魏忠贤闻之更加伤心苦闷，和李朝欽吊頸自杀。。此后崇禎帝又誅殺客氏、忠贤侄魏良卿，逼崔呈秀自盡，並平反冤獄追恤了許多在天啓年間被太監魏忠賢逼害致死的東林黨官員。
崇禎帝下令將魏忠贤屍體凌遲後，又下令清查“閹黨逆案”，韓爌和東林內閣本來無意「廣搜樹怨」，因而只提供了四五十人搜捕名單，但崇禎帝認為人數太少而不高興，兩方數來數回，崇禎帝後來下令把逆案罪分六等（贊導、擁戴、頌美、祠頌、諂附等），并把諂附魏忠賢的內侍太監也一并追究，最終「欽定逆案」中一共清查出首逆同謀6人，交結近侍19人，交結近侍次等11人，逆孽軍犯35人，諂附擁戴軍犯15人，交結近侍又次等128人，祠頌44人，共計258人，再加上漏網之魚57人，共計315人。韓爌《欽定逆案》定首逆同謀六人：崔呈秀、李永禎、李朝欽、魏良卿、侯國興、劉若愚依謀反律減等斬首，决不待時。劉若愚屡疏辯冤，改斬監候，後來釋放。閹黨主要成員如崔呈秀、顧秉謙、田爾耕、太監李永貞等後來也被陸續籍沒家產，以助邊餉。

## 亲属
| - 客氏（情妇）——奉圣夫人 - 魏钊（兄）——锦衣卫千户 - 傅应星（外甥）——中軍都督府左都督 - 傅之琮（甥孫）——錦衣衛都指揮使 - 董芳名（外甥）——都督僉事 - 王选（外孫）——錦衣衛指揮使 - 劉應坤（外孫）——錦衣衛指揮使 - 杨六奇（外甥）——錦衣衛指揮同知 - 馮繼先（甥孫）——錦衣衛指揮同知 - 杨祚昌（甥孫）——錦衣衛都指揮同知 | - 魏志德（族叔）——右军都督佥事 - 魏希尧（族侄）——左都督 - 魏希孟（族侄）——錦衣衛指揮同知 - 魏希孔（族孙）——锦衣卫都督 - 魏希舜（族孙）——锦衣卫都督同知 - 魏鹏程（族孙）——锦衣卫都督 - 魏良卿（侄）——寧國公，賜莊田二千頃（二十萬亩），祿米歲支五千石。崇禎初年除爵伏誅。 - 魏良栋 （侄）——東安侯，賜莊田一千項（十萬亩），祿米歲支二千五百石。崇禎初年除爵。 - 魏鹏翼 （嫡孫）——安平伯，賜莊田七百項（七萬亩），祿米歲支一千一百石。崇禎初年除爵。 |

## 影视形象
1988年 TVB電視劇 《狂龍》 江毅 飾
1993年台視《大太監與小木匠》乾德門飾
1993年電影《刺客新傳之殺人者唐斬》倪大红飾
1996年电视剧《新龍門客棧》 李立群飾
2002年電視劇《英雄》劉威飾
2006年電視劇《三揭皇榜》王剛飾
2007年GZTV電視劇《大明天下》王繪春飾
2014年电影《绣春刀》金士杰饰
2014年電影《白髮魔女傳之明月天國》倪大红飾
2017年TVB電視劇《超時空男臣》何廣沛飾
2017年电影《绣春刀II：修罗战场》金士杰饰

## 軼聞
魏忠贤篤信佛教，時常禮敬名僧，跟秋月、大谦等知名禪師有來往。也包括了飲酒食肉，為人勢利的碧雲寺诗僧。
朱長祚在《玉鏡新譚》中稱魏忠賢“形質豐偉，言辭佞利”，擅長唱歌、奏樂、圍棋、蹴球，而熹宗是個木工天才，喜歡引繩削墨，“每營造得意，即膳飲可忘，寒暑罔覺”。魏忠賢總是趁他沉浸于匠人之乐时去奏事，見此，熹宗不耐煩，總是隨口說：“朕已悉矣，汝輩好為之。”魏忠賢逐漸專擅朝政。
清康熙四十年，江南道监察御史张瑗奉命前往西山一带巡视，发现碧云寺后面魏忠賢墓“峻宇雕墙，覆压数重，葱郁绵亘，金碧辉煌”，于是禀报康熙皇帝，建议“仆毁”。康熙皇帝命令：“魏忠贤碑墓，著交与该城官员仆毁划平。该部知道。”六月毀墓。乾隆十三年（1748年），乾隆皇帝大规模扩建碧云寺，在被平毁的魏忠贤坟墓旧址上仿照西直门外真觉寺（五塔寺）金刚宝座塔的样式建造了一座佛塔。遺址出土明代武将石像。
明代冯梦龙撰《燕都日记》记载，李自成攻陷北京前夕，大廈將傾之際，崇祯帝念及魏忠贤昔日的事功，在太监曹化淳建议下，收葬魏忠贤的遗骸于香山碧云寺（后于康熙四十年，即1701年被捣毁）。但根據「日侍先皇(崇禎帝)左右」的錦衣衞指揮僉事王世德著作《崇禎遺錄》考證，他指出「野史有上(崇禎帝)命收魏忠賢骸骨一事，荒謬不足致辨。」。時任左諭德的楊士聰也對此說予以反駁，他指出當時曹化淳早就閒住不在京城，崇禎皇帝又如何接受曹化淳面奏? 楊士聰稱這偽說是「一二逢迎時局者」所為。而且根據明朝宦官劉若愚的《酌中志—卷九正监蒙难纪略》，當中記載曹化淳正是被魏忠賢逼害的王安舊屬，因此魏忠賢得勢時間曹化淳也深受逼害，故而曹化淳為魏忠賢說情的可能性較低。

## 评价
《明史》:「迨神宗末年，訛言朋興，群相敵仇，門戶之爭固結而不可解。凶豎乘其沸潰，盜弄太阿，黠桀渠憸，竄身婦寺。淫刑痡毒，快其惡正醜直之私。衣冠填於狴犴，善類殞於刀鋸。迄乎惡貫滿盈，亟伸憲典，刑書所麗，迹穢簡編，而遺孽餘燼，終以覆國。莊烈帝之定逆案也，以其事付大學士韓爌等，因慨然太息曰：「忠賢不過一人耳，外廷諸臣附之，遂至於此，其罪何可勝誅！」痛乎哉，患得患失之鄙夫，其流毒誠無所窮極也！」
《明史紀事本末》:「魏忠賢者，河間惡少，肅寧醜類，樗蒲坐困，腐身自媒，斯固以刀鋸之兇殘，冀鼎俎之拾瀋者也...乃若釁開宗社，毒流縉紳，誣織封疆，飛文宮禁，威明豈貨群羌，乃輸左校，張儉詎危社稷，更煩北寺耶！洎乎文言冤獄，遍扁染清流，楊漣、左光斗等並繫鋃鐺；魏大中、周順昌等同嬰桎梏，正如朱並所告二十四人，李膺所坐六百餘士，雖夕陽亭下，震酖何辭，首陽山前，滂屍不愧。而田爾耕三木橫加，許顯純五毒備至。乳虎乍逢，盡灑萇弘之血；蒼鷹所擊，皆含杜伯之冤。是則拊髀之憤，原不馮生，而破柱之風，猶能為厲矣。倘非金閶告變，佩韋倡怒，殺詔使於廁上，沉駕帖於河中，則懸金之募，沉命還多，瓜蔓之抄，囊頭未已也。」
在由中国文史学者刘继兴和刘秉光所著的《历史上那些帝王们》一书中认为：“平心而论，魏忠贤为巩固个人权势，未免有党同伐异、残忍歹毒的罪恶一面，但从他曾经力排众议、大胆起用辽阳战败后遭受谗言的熊廷弼，不徇私情、果断罢免宁锦一战中畏缩不出的袁崇煥，曾抛开私怨、违心推荐赵南星、孙承宗等一批能臣直臣等诸多方面，可以看出他还是心系国家、讲求原则的。魏忠贤主政期间，国内形势良好，辽东局势平稳，这层能力、这种魄力、这份功绩，还是应该被认同和肯定的。”
| 前任： 宋晋 | 东厂提督太监 1623年—1627年 | 繼任： 王體 |